# ألياج
ألياج (باللغة الفرنسية Alliage) كانت فرقة موسيقية فرنسية شبابية من نوع «بوي باند» بين أعوام 1996 و2000، ولقيت الفرقة نجاحا كبيرا في فرنسا وأوروبا صادرة ألبومين وعددا كبيرا من الأغنيات السينغلز. قائد الفريق والمغني الأساسي للفرقة كان الفرنسي من أصل جزائري كوينتين الياس (بالأحرف اللاتينية Quentin Elias) بالإضافة إلى Steven Gunnell، Roman Lata Ares، Brian Torres.
وتتميّز الفرقة باستعمال خليط من اللغات (وخصوصا الفرنسية والإنجليزية) بالإضافة إلى تأثيرات إسبانية، أميركية، كورسيكية وعربية جزائرية. كما اشتهر الفريق بتعاونه في أغاني مع فرق أخرى من أهمها بويزون خصوصا في أغنية "Te garder près de moi" وأيس أوف بيس في أغنية "Cruel Summer". ومن أشهر أغاني الفرقة "Baïla" («بايلا»)
بعد انفراط الفريق، انتقل كوينتين الياس إلى الولايات المتحدة واستمر حياته الفنية كمغني منفرد، كممثل في الأفلام والتلفزيون وعلى المسرح وكعارض.

## روابط خارجية
- ألياج على موقع ميوزك برينز (الإنجليزية)
- ألياج على موقع ديسكوغز (الإنجليزية)